# Afrikanische Buschratten
Die Afrikanischen Buschratten (Aethomys) sind eine Nagetiergattung aus der Gruppe der Altweltmäuse (Murinae).

## Allgemeines
Auf den ersten Blick gleichen sie echten Ratten, haben aber im Gegensatz zu diesen weiße Füße und eine dünne Schwanzbehaarung. Ihr Fell ist kurz, es ist am Rücken rotbrau, grau oder gelblich gefärbt, die Unterseite ist hellgrau oder weiß. Sie erreichen eine Kopfrumpflänge von 10 bis 18 Zentimetern, hinzu kommt ein 12 bis 20 Zentimeter langer Schwanz. Ihr Gewicht beträgt 63 bis 150 Gramm.
Die Tiere sind in Afrika südlich der Sahara beheimatet, ihr Verbreitungsgebiet erstreckt sich von Kamerun und dem südlichen Sudan bis nach Südafrika. Ihr Lebensraum sind vorwiegend Savannen, sie sind aber auch an Waldrändern, in Buschländern und anderen Habitaten zu finden.
Als nachtaktive Tiere verbergen sich die Buschratten tagsüber in selbst gegrabenen Bauen, die meistens unter Sträuchern oder Steinen verborgen sind oder sich in Termitenhügeln befinden. Nachts kommen sie hervor und suchen nach Samen, Nüssen, Früchten und Wurzeln. Auf der Nahrungssuche klettern sie auch auf Bäume. Die Baue teilen sich kleine Familienverbände, bei denen es sich um ein Paar und den Nachwuchs handelt. Vor allem Männchen sind gegenüber Geschlechtsgenossen intolerant und aggressiv.

## Systematik
Laut Wilson & Reeder (2005) bilden die Afrikanischen Buschratten mit der Gattung Micaelamys die Aethomys-Gattungsgruppe innerhalb der Altweltmäuse. Entgegen früheren Vermutungen sind sie nur entfernt mit den Ratten verwandt. Vielmehr sind sie Teil einer afrikanischen Radiation der Altweltmäuse und stehen der Arvicanthis-Gruppe nahe.
Es werden neun Arten unterschieden:
- Die Bocage-Buschratte (Aethomys bocagei) lebt im nordwestlichen Angola.
- Die Rote Buschratte (Aethomys chrysophilus) ist vom südöstlichen Kenia bis Angola und Südafrika verbreitet.
- Die Hinde-Buschratte (Aethomys hindei) kommt von Kamerun bis Sudan und Tansania vor.
- Die Südafrikanische Buschratte (Aethomys ineptus) lebt im nordöstlichen Südafrika und Süd-Mosambik.
- Die Kaiser-Buschratte (Aethomys kaiseri) ist von Uganda und Kenia bis Malawi und Angola verbreitet.
- Die Nyika-Buschratte (Aethomys nyikae) kommt vom südlichen Kongo bis Angola und Malawi vor.
- Die Silinda-Buschratte (Aethomys silindensis) ist nur aus dem östlichen Simbabwe bekannt.
- Die Westafrikanische Buschratte (Aethomys stannarius) lebt in Nigeria und Kamerun.
- Die Thomas-Buschratte (Aethomys thomasi) kommt in Angola vor.

Zwei weitere Arten, die früher die Untergattung Micaelamys bildeten, werden heute als eigenständige Gattungen klassifiziert.

## Gefährdung
Außer A. silindensis und S. stannarius, für die zu wenig Daten verfügbar sind, werden alle Arten von der IUCN als nicht gefährdet (least concern) gelistet.